# Демцю Михайло Іванович
Михайло Іванович Демцю (2 січня 1953, у с.  Круковець, Самбірського району, Львівської області) — український художник-постімпресіоніст та експресіоніст. Народний художник України (2010). Роботи відрізняються яскравістю, об'ємністю прошарків фарби, позитивними емоціями та оптимізмом. Поєднують у собі західноєвропейські та українські традиції.

## Життєпис
Закінчив Львівське училище прикладного мистецтва ім. Івана Труша (1980; навчався у Тараса Драгана і М. Бордуна). Член СХУ (1987, Львівська організація). Член Клубу українських митців (1991). Член Національної спілки художників України (1998). Заслужений діяч мистецтв України (2003).
Нагороди: 
- 2001 — Всеукраїнське триєнале живопису. ІІІ премія;
- 2003 — Фестиваль кераміки в Музеї кераміки. Вестервальд, Німеччина. І премія.

Роботи знаходяться у музеях України та Європи і численних приватних колекціях. 
Вже за життя Демцю зарезервував собі місце на Личаківському кладовищі у Львові поруч з могилою Івана Франка.

## Галерея

«Львів, освітлений сонцем» (2010)